# Regierung Rabuka II
Die Regierung Rabuka II bildet seit dem 24. Dezember 2022 die Regierung von Fidschi (siehe auch Kabinett von Fidschi). Sie wurde nach der Parlamentswahl in Fidschi 2022 gebildet.

## Kabinettsmitglieder
| Amt / Ressort                                                                                                | Bild                                         | Name                                                | Parte     |
| --- | -------------------------------------------- | --------------------------------------------------- | --------- |
| Premierminister Auswärtiges Klimawandel und Umwelt Öffentlicher Dienst Informationen Öffentliche Unternehmen |                                              | Sitiveni Rabuka                                     | PA        |
| Stellvertretender Premierminister Außenhandel, Genossenschaften und KMU                                      |                                              | Manoa Kamikamica                                    | PA        |
| Stellvertretender Premierminister Finanzen                                                                   |                                              | Biman Prasad                                        | NFP       |
| Stellvertretender Premierminister Tourismus Zivilluftfahrt                                                   |                                              | Viliame Gavoka                                      | SODELPA   |
| Justiz |                                              | Siromi Turaga                                       | PA        |
| Generalstaatsanwalt                                                                                          |                                              | Siromi Turaga (bis 5. Juni 2024)                    | PA        |
| Generalstaatsanwalt                                                                                          | Graham Leung (5. Juni 2024 bis 1. Juni 2025) |                                                     |           |
| Generalstaatsanwalt                                                                                          |                                              | Siromi Turaga (ab 1. Juni 2025)                     | PA        |
| Verteidigung und Veteranenangelegenheiten Inneres und Einwanderung (bis 1. Dezember 2024)                    |                                              | Pio Tikoduadua                                      | NFP       |
| Beschäftigung Produktivität und Arbeitsbeziehungen                                                           |                                              | Agni Deo Singh                                      | NFP       |
| iTaukei-Angelegenheiten Kultur, Kulturerbe und Kunst                                                         |                                              | Ifereimi Vasu                                       | SODELPA   |
| Bildung |                                              | Aseri Radrodro (bis 22. Januar 2024)                | SODELPA   |
| Bildung |                                              | Viliame Gavoka (22. Januar 2024 bis 25. April 2024) | SODELPA   |
| Bildung |                                              | Aseri Radrodro (seit 25. April 2024)                | SODELPA   |
| Gesundheit und medizinische Dienste                                                                          |                                              | Atonio Lalabalavu                                   | PA        |
| Frauen, Kinder und soziale Sicherung                                                                         |                                              | Lynda Tabuya (bis 26. Dezember 2024)                |           |
| Frauen, Kinder und soziale Sicherung                                                                         |                                              | Sashi Kiran (seit 27. Dezember 2024)                | NFP       |
| Land und Bodenschätze                                                                                        |                                              | Filimoni Vosarogo                                   | PA        |
| Ländliche und maritime Entwicklung sowie Katastrophenmanagement                                              |                                              | Sakiasi Ditoka                                      | PA        |
| Multiethnische Angelegenheiten Zuckerindustrie                                                               |                                              | Charan Jeath Singh                                  | PA        |
| Wohnen Kommunalverwaltung                                                                                    |                                              | Maciu Katamotu                                      | PA        |
| Fischerei Forstwirtschaft                                                                                    |                                              | Kalaveti Ravu (bis 28. Juni 2024)                   | PA        |
| Fischerei Forstwirtschaft                                                                                    |                                              | Alitia Bainivalu (seit 28. Juni 2024)               | PA        |
| Kommunikation Öffentliche Bauvorhaben Verkehr                                                                |                                              | Filipe Tuisawau                                     | PA        |
| Jugend und Sport                                                                                             |                                              | Jese Saukuru                                        | PA        |
| Landwirtschaft und Wasserstraßen                                                                             |                                              | Vatimi Rayalu (bis 12. Juni 2025 †)                 | PA        |
| Umwelt und Klimawandel                                                                                       |                                              | Mosese Bulitavu (seit 10. Januar 2025)              | Parteilos |
| Polizeiarbeit                                                                                                |                                              | Ioane Naivalurua (seit 10. Januar 2025)             | Parteilos |
| Einwanderung                                                                                                 |                                              | Viliame Naupoto (seit 10. Januar 2025)              | Parteilos |